# Rapanea perakensis
Rapanea perakensis là một loài thực vật có hoa trong họ Anh thảo. Loài này được (King & Gamble) B.C. Stone miêu tả khoa học đầu tiên năm 1981.